# Семейный пакт (Канада)

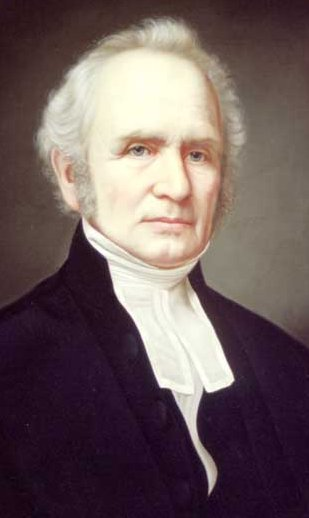
Сэр Джон Беверли Робинсон. Признанный лидер Семейного сговора.

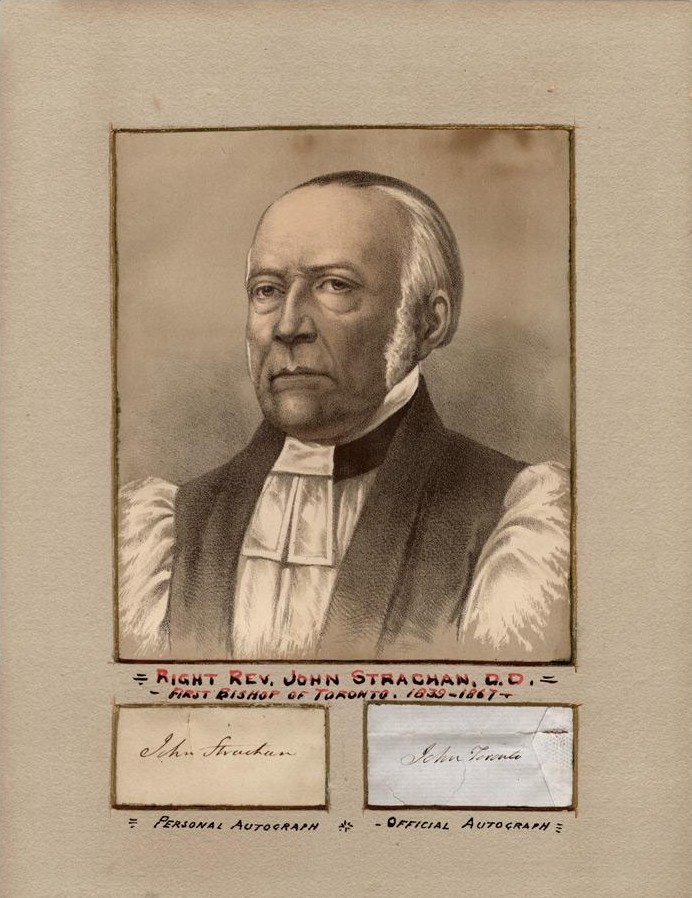
Епископ Джон Строн (John Strachan). Лидер англиканской общины.

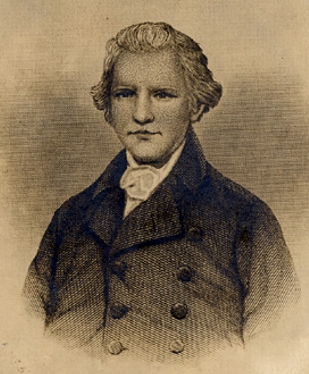
Уильям Осгуд, 1-й верховный судья Верхней Канады. Разрешил заключать браки неангликанским священникам.

Семейный пакт, или Семейный сговор, англ. Family Compact, фр. Pacte de Famille — неформальное наименование богатых и влиятельных представителей консервативной олигархии Верхней Канады в начале XIX века. Оказывали большое влияние на жизнь колонии вплоть до учреждения правительства, подотчётного парламенту.
Семейный пакт возник после англо-американской войны 1812 г. и существовал до объединения Верхней и Нижней Канады в 1841 г. В Нижней Канаде существовало аналогичное консервативное объединение, известное как клика Шато.
Семейный пакт контролировал правительство провинции (Исполнительный совет), которое назначалось лейтенант-губернатором. Выборная Законодательная ассамблея оказывала лишь небольшое влияние на политику колонии. Члены Семейного пакта добивались назначения своих ставленников на все значимые должности колонии.
В основном представители Сговора жили в г. Йорк (ныне Торонто). Многие из них были учениками или последователями епископа Джона Строна, который, однако, уступил лидерство в Сговоре сэру Джону Робинсону.
Активным противником Семейного сговора был радикал-реформатор Уильям Лайон Макензи. После неудачных попыток обращения в Лондон за поддержкой радикалы организовали восстание в Верхней Канаде в 1837 г., которое было подавлено. В ответ на восстание британские власти в 1838 г. сместили лейтенант-губернатора Френсиса Бонда Хеда, сторонника Сговора, и назначили на его место графа Дарема, после чего влияние Сговора сошло на нет и группа распалась.